# Марія Лундквіст
Анніка Марія Лундквіст (швед. Annika Maria Lundqvist; нар.. 14 жовтня 1963 року, Гетеборг) — шведська кіно- і театральна акторка та комікеса, володарка двох премій «Золотий жук» у номінаціях «Найкраща акторка у головній ролі» (2005 рік) і «Найкраща акторка другого плану» (2008 рік).

## Життєпис
Народилася 14 жовтня 1963 року в боро Вестра Фрьолунда міста Гетеборг в лені Вестра-Йоаланд у Швеції. З дитинства брала участь в різних театральних постановках, грала в молодіжних проєктах, а потім у місцевому народному театрі «Folkteatern», після чого в 19 років вступила до гетеборгської театральної школи. У 1986 році, після її закінчення, вперше виступала в Королівському драматичному театрі в Стокгольмі, але практично відразу ж перейшла до «Fria Proteatern». Після 1988 року повернулася до Гетеборга, де грала в місцевих театрах до 2000 року.
Популярність як акторка-комікеса Марія Лундквіст здобула після ревю «Перевірте глобус» 1996 року і ролі Саллі, яку вона виконувала в однойменному теле-шоу з 1998 року. Лундквіст також грала в мюзиклах, виступала в різних театрах Швеції. Її успіх на сцені почався в 1988 році в театрі «Folkteatern» з постановки «Knäckebröd med hovmästarsås» (та її телевізійної адаптації 1991 року).
З 1986 по 2010 роки була одружена з шведським актором і сценаристом Мікаелем Бенгтссоном. Вони познайомились в Гетеборзі. В подальшому сім'я переїхала до Стокгольма, де у Лундквіст було більше можливостей для роботи в драматичному театрі (чоловік працював сценаристом і міг писати будь-де). У пари було четверо дітей. Після розлучення близько шести років зустрічалася з Кристоффером Хельстрьомом, молодшим за неї на 21 рік. У 2017 році одружилася з ним.

## Вибрана фільмографія
| Рік       |    | Українська назва         | Оригінальна назва              | Роль                              |
| --------- | -- | ------------------------ | ------------------------------ | --------------------------------- |
| 1982      | кф | Зустрінемося на Бродвеї  | Vi ses på Bråddvaj             | Беда / Beda                       |
| 1999—1999 | с  | Салли                    | Sally                          | Саллі / Sally                     |
| 2001      | ф  | Сімейні таємниці         | Familjehemligheter             | Мона Бендрікс / Mona Bendricks    |
| 2001      | ф  | Дедлайн                  | Sprängaren                     | Єва-Брітт Квіст / Eva-Britt Qvist |
| 2005      | ф  | Моя найкраща мама        | Äideistä parhain               | Сігні Йонссон / Signe Jönsson     |
| 2007      | ф  | Нова людина              | Den nya människan              | Сульбрітт / Solbritt              |
| 2006      | ф  | Отель разбитих сердець   | Heartbreak Hotel               | Гудрун Нюман / Gudrun Nyman       |
| 2008      | ф  | Сердце небес             | Himlens hjärta                 | Анн / Ann                         |
| 2008      | ф  | Добровільно-примусово    | De ofrivilliga                 | актриса Мария / Maria             |
| 2008      | ф  | Незабутні моменти        | Maria Larssons eviga ögonblick | Місс Петрен / Fröken Petrén       |
| 2009      | ф  | Принцеса                 | Prinsessa                      | Єва, мати Майі / Eva, Majas mamma |
| 2012—2016 | с  | 30 градусів у лютому     | 30 grader i februari           | Кайса / Kajsa                     |
| 2014      | ф  | Таблетки                 | Medicinen                      | Луїза / Louise                    |
| 2015      | ф  | Прекрасне жахливе Різдво | En underbar jävla jul          | Моніка / Monica                   |

## Нагороди та премії
Легенда
      Нагороди за театральні постановки
| Нагороди та номінації | Нагороди та номінації                     | Нагороди та номінації                  | Нагороди та номінації                                            | Нагороди та номінації |
| Рік                   | Нагорода                                  | Категорія                              | Робота                                                           | Результат             |
| --------------------- | ----------------------------------------- | -------------------------------------- | ---------------------------------------------------------------- | --------------------- |
| 1996                  | Золота маска[sv]                          | Найкраща виконавиця другого плану      | Ревю Перевірте глобус[sv]                                        | Перемога              |
| 1998                  | Золота маска[sv]                          | Найкраща виконавиця                    | Хлопці і лялечки (реж. Р. Марклунд[sv], театр Oscarsteatern[sv]) | Перемога              |
| 2001                  | Золотий жук                               | Найкраща акторка                       | Сімейні таємниці[sv]                                             | Номінація             |
| 2001                  | Золотий жук                               | Найкраща акторка другого плану[en]     | Дедлайн[sv]                                                      | Номінація             |
| 2005                  | Таллінський кінофестиваль «Темні ночі»    | Найкраща акторка                       | Моя найкраща мама[sv]                                            | Перемога              |
| 2005                  | Каїрський міжнародний кінофестиваль       | Найкраща акторка                       | Моя найкраща мама[sv]                                            | Перемога              |
| 2005                  | Золоте сонце[sv]                          | Внесок у кіномистецтво за останній рік | Внесок у кіномистецтво за останній рік                           | Перемога              |
| 2006                  | Міжнародний кінофестиваль[es] в Сан-Паулу | Найкраща акторка                       | Моя найкраща мама[sv]                                            | Перемога              |
| 2006                  | Міжнародний кінофестиваль в Фесторії      | Найкраща акторка                       | Моя найкраща мама[sv]                                            | Перемога              |
| 2006                  | Юссі                                      | Найкраща акторка                       | Моя найкраща мама[sv]                                            | Перемога              |
| 2006                  | Золотий жук                               | Найкраща акторка                       | Моя найкраща мама[sv]                                            | Перемога              |
| 2007                  | Золотий жук                               | Найкраща акторка другого плану         | Нова людина[sv]                                                  | Номінація             |
| 2009                  | Золотий жук                               | Найкраща акторка другого плану         | Серце небес[sv]                                                  | Перемога              |
| 2010                  | Стипендія Karamelodiktstipendiet[sv]      | За внесок у розвиток шведської мови    | За внесок у розвиток шведської мови                              | Перемога              |